# 末元善三郎
末元 善三郎（すえもと ぜんざぶろう、1920年8月28日 - 1991年12月5日）は、日本の天文学者。専門は、天体物理学、とりわけ太陽物理学。1967年日本学士院賞受賞、1991年勲二等瑞宝章受章。

## 略歴
兵庫県神戸市出身（出生地は富山県）。旧制神戸一中、第一高等学校を経て東京帝国大学理学部天文学科に進学し、東大では萩原雄祐に天体物理学を学んだ。
- 1943年：東京帝国大学理学部天文学科を卒業、東京帝大附属東京天文台助手に就任[2]。
- 1951年：東京大学助教授[2]。12月に渡英、ケンブリッジ大学天文台で太陽の彩層の研究を行った[2]。
- 1953年：帰国[2]。その後も太陽塔望遠鏡による太陽大気の研究を続けた[2]。
- 1955年：皆既日食の観測のためセイロン島（現・スリランカ）に出張[2]。
- 1958年：皆既日食の観測のためスワロフ島に出張[2]。
- 1961年：東京大学附属東京天文台教授[2]。
- 1965年：配置換により東京大学理学部教授[2]。
- 1967年：日本学士院賞を受賞[2]。
- 1977年：東京天文台長[2]。
- 1981年：定年退官[2]。
- 1988年：国立天文台評議員に就任[2]。
- 1991年：勲二等瑞宝章を受章[3]。12月5日19時過ぎ、心筋梗塞のため71歳にて急死。

## 業績
- 太陽塔望遠鏡を整備し同望遠鏡による太陽フレアの分光観測に取り組み、フレアの厚みがとても薄いことを確認した[2]。この研究により理学博士の学位を授与された[2]。
- 東京天文台長を4年間務め、同天文台の管理・運営にも尽力した[2]。
- 文部省測地学審議会委員、学術審議会専門委員、大学設置審議会専門委員、日本学術会議天文学研究連絡委員会幹事などの要職を歴任した[2]。
- 国立天文台評議員として、同天文台の管理・運営に助言した[2]。